# San Pier d'Isonzo
San Pier d'Isonzo är en ort och kommun i regionen Friuli-Venezia Giulia i Italien och tillhörde tidigare även provinsen Gorizia som upphörde 2017. Kommunen hade 2 005 invånare (2018).